# Wilhelm Maler
Wilhelm Maler (* 21. Juni 1902 in Heidelberg; † 29. April 1976 in Hamburg) war ein deutscher Musiktheoretiker, Komponist und Hochschullehrer.

## Leben
Maler studierte Komposition bei Hermann Grabner in Heidelberg und Joseph Haas in München, danach bei Philipp Jarnach in Berlin. 1924 wurde er als Nachfolger Grabners Theorielehrer am Konservatorium Heidelberg, wurde aber bereits 1925 an die Musikhochschule in Köln berufen und leitete dort ab 1928 eine Kompositionsklasse. Von 1931 bis 1944 unterrichtete er zugleich als Dozent für Musiktheorie an der Universität Bonn.
In den ausgehenden 1920er Jahren galt Maler als aufsteigendes Talent unter den jungen rheinischen Komponisten und gewann, unterstützt durch seine Lehrtätigkeit, Ansehen als Theoretiker. Sein musikpädagogisches Engagement machte ihn zum Anhänger Fritz Jödes.  
In der Zeit des Nationalsozialismus komponierte er verschiedene systemkonforme Musikstücke, wie 1933 das zweistimmige Lied Einmal noch oder eine Musik zu Josefa Berens-Totenohls Trilogie Freyas Erdenfahrt – Balder segnet die Erde – Lokis Sühne. Nach seiner Ernennung zum Professor beantragte er am 12. Juli 1937 die Aufnahme in die NSDAP und wurde rückwirkend zum 1. Mai desselben Jahres aufgenommen (Mitgliedsnummer 4.614.048). Trotzdem wurde er 1938 versehentlich in der NS-Ausstellung Entartete Musik angeprangert. 1944 bis 1945 wurde Maler zur Wehrmacht einberufen und leistete Kriegsdienst.
Obwohl poliogelähmt, wurde Maler Ende 1944 zum Heimatdienst in der Wehrmacht eingezogen. Nach der Entlassung unterrichtete er 1945–46 an der damals noch städtischen Schule für Musik und Theater in Hamburg, bevor er die Leitung der von ihm mitgegründeten Nordwestdeutschen Musikakademie Detmold (heute Hochschule für Musik Detmold) übernahm. Als Komponist schwieg er fortan und fand seine Aufgabe in einem breiten Engagement in musikpolitischen Gremien der 1950er und 60er Jahre (Deutscher Musikrat u. a.). Als Nachfolger von Philipp Jarnach leitete er von 1959 bis 1969 die Hochschule für Musik und Theater in Hamburg.
Von 1967 bis 1971 war Maler Präsident der Freien Akademie der Künste in Hamburg.
1974 wurde ihm der Kulturpreis des Landesverbandes Lippe verliehen.
Zu seinen Schülern (s. unten) gehörte Hajo Hinrichs, der sein Nachfolger an der Hamburger Musikhochschule wurde.
Malers kompositorisches Werk trägt neoklassizistische und folkloristische Züge. Die Moderne der 1920er Jahre erlebte er als Nachfahr der Regerschule und steht anfangs Hindemith nahe. Er komponierte in zeitgenössischer Distanz zur Tradition der großen Sinfonik im Stil einer "Neuen Polyphonie" unter Verwendung einer erweiterten Tonalität. In den 1930er Jahren wandte er sich vermehrt Formen der Vokalmusik zu, als dessen herausragendes Werk sein Oratorium Der ewige Strom (1935) nach einem Libretto von Stefan Andres zu nennen ist.
Eine andere Linie seines Schaffens gründet schon früh in der Singbewegung. Seine für den Gebrauch in der Jugend- und Hausmusik geschriebenen Stücke achten auf Spielbarkeit und Praxisnähe, damit Vorstellungen aufnehmend, die neben Jöde von Musikpädagogen wie Fritz Reusch oder Walther Hensel eingefordert wurden. Mit der Wendung zum Volkslied gewinnt seine Produktion im Lauf der 1930er Jahre ein musikalisches Paradigma, das er für die "Neue Musik" auch kammermusikalisch fruchtbar macht. In diese Zeit fallen auch Gelegenheitskompositionen für den Rundfunk und die offizielle Singpraxis.
Zu einem Standardwerk der harmonischen Funktionstheorie hat sich Malers Beitrag zur durmolltonalen Harmonielehre (München und Leipzig, 1931; vielfach neuaufgelegt) entwickelt, nach welchem bis heute an vielen Musikhochschulen gelehrt wird.

## Schüler
- Alfred Böckmann
- Helmut Degen
- Diether de la Motte
- Roland Ploeger
- Almut Rößler
- Kurt Seibert

## Werke (Auswahl)
Abkürzungen für Verlage: **Schott, Mainz (S), **Müller, Heidelberg (M), **Tonger, Köln (T), **Kallmeyer, Wolfenbüttel (K), **Leuckart, Leipzig (L)

### Orchester
- Konzert für Streichorchester und Klavier, op. 6 (1926)
- Konzert für Cembalo und Kammerorchester, op. 10 (1927) (S)
- Concerto grosso für 2 Holzbl., Klavier und Streichorchester, op. 11 (1928) (S)
- Orchesterspiel (1930) (S)
- Violinkonzert in A (1932) (S)
- Flämisches Rondo (1938) (S)
- Musik für Streichorchester (1938) (S)
- Konzert für Klaviertrio und Orchester (1940) (S)

### Vokalwerke
(teilweise unter dem Pseudonym Christoph Tucher)
- Kantate nach Versen von Stefan George für Bariton, Chor und Orchester (1930) (S)
- Oratorium “Der ewige Strom” für 3 Solisten, Chor und Orchester (1932) (S)
- 4 Hölderlin-Chöre für a cappella Chor (1933) (S)
- "Einmal noch" für 2 Singstimmen (1933)
- "Ein neues Banner". Arbeitsdienstlied für 1–2 Stimmen (1933)
- Musik zur Trilogie "Freyas Erdenfahrt" – Balder segnet die Erde" – "Lokis Sühne" von Josefa Berens-Totenohl (1934)
- “Leuchte, scheine goldne Sonne”. Arbeitshymne für Chor und Orchester. Text: Heinrich Lersch (1936) (T)
- Kantate “Kume Geselle min”, für Sopran und Orchester (1941) (M) (Manuskript)

Maler komponierte darüber hinaus weitere Lieder und Chorsätze für Jugend- und Laienchöre.

### Kammer- und Klaviermusik
- Fünf Bagatellen für drei Holzbläser, op. 7 (Manuskript)
- Streichquartett in G (1935) (S)
- 3 Fest- und Spielmusiken für die Hitler-Jugend (1937)
- Klaviersonate in C (1937) (M)
- Streichterzett für 2 Violinen und Viola, oder 3 Violinen (1938) (S)
- Klaviersonate in E (M) (1939)
- Rondo in D (1940) (T)
- Klaviersonate in A (1941) (M)
- Kleine Serenade für Klavier (1941) (T)
- Streichquartett in A (1942) (S)
- Suite “Der Mayen” für Klavier (1942) (T)
- Klaviersonate in B (1943) (M)
- Fagottquintett für Fagott und Streichquartett (Manuskript)

### Schriften
Beitrag zur durmolltonalen Harmonielehre. 3 Bde., Leipzig 1931 (13. Aufl. Leuckart, München/Leipzig 1984).